# Natsu Dragneel
Natsu Dragneel o E.N.D (Etherias Natsu Dragneel, siendo este su nombre completo y verdadero) (ナツ ドラグニル Natsu Doraguniru?) es el protagonista principal del manga y anime Fairy Tail y miembro del gremio del mismo nombre. Forma equipo con Happy, Lucy Heartfilia, Gray Fullbuster, Wendy Marvell, Charle y Erza Scarlet. Su nombre significa verano (夏 natsu?).
Después de su entrenamiento en un año, Etherias Natsu Dragneel venció a "Ikusatsunagi", uno de los 18 Dioses de la Guerra (de un solo puño); asimismo, derritió el estadio de los "Grandes Juegos Mágicos"; derrotó a Aldoron (Dios Dragón de la Madera) y Mercuphobia (Dios Dragón del Agua). 
Actualmente, Natsu ocupa el #3 como "Personaje de Fuego" más fuerte en los mangas japoneses, superado por Shigekuni Yamamoto-Genryūsai (segundo lugar) y Shinra Kusakabe (primer lugar). Natsu bajó al tercer puesto dado que Shinra tiene la habilidad de alterar la materia y ser responsable de crear el mundo de Soul Eater, si pelean 1 vs 1 Natsu daría pelea, pero no se sabe lo que Shinra le haría al desconfigurar su cuerpo; Yamamoto se quedó en el puesto número dos, porque su bankai con tan solo tocar desaparece todo lo que toca; bien sabemos que Natsu come fuego, pero si la espada de Yamamoto lo tocara, éste se desintegraría. Estos son los tres usuarios de fuego más poderosos actualmente, en cuarto lugar quedaría Tsuna Sawada y en quinto Ikki de Fénix. 

## Aspecto
Los rasgos más característicos de Natsu son su pelo en punta de color rosa y su bufanda de escamas blancas (que tiene la habilidad de proteger a Natsu de la magia oscura) que le dio Igneel y fue hecha a mano por Anna Heartfilia (el ancestro de Lucy Heartfilia). Natsu tiene una cicatriz en el lado derecho del cuello; el origen es que se la hizo él mismo.
Su emblema de Fairy Tail se encuentra en la parte superior de su brazo derecho, justo debajo de su hombro, y es de color rojo.
Casi siempre usa un chaleco negro con adornos dorados sobre su pecho sin ninguna camisa debajo, una venda en su brazo derecho (después del segundo salto temporal), pantalones holgados blancos que van hasta las rodillas y sandalias, además de la ya mencionada bufanda. Pocas veces se cambia esta ropa, la lleva aunque haga mucho frío (debido a que es un mago de fuego que puede calentarse). Su atuendo parece tener resistencia a las llamas, ya que cuando convierte en fuego alguna parte de su cuerpo, la ropa no se daña.

## Personalidad
Natsu tiene un carácter alegre, infantil e ingenuo, pero también es astuto y temerario cuando la situación lo requiere. A pesar de sus constantes peleas con los demás miembros del gremio, es un amigo leal y protector, y también fiable. Tiene una relación muy estrecha con algunos miembros, como Gray, Lucy, Happy y Erza. Con el primero ha tenido una rivalidad constante desde pequeño y, aunque a menudo se pelean y dicen ser enemigos, se preocupan cada uno del otro y, según Happy, son los mejores amigos. También tiene una relación parecida con Erza (tanto Natsu como Gray tienen miedo de ella casi desde que se conocieron). Desde el incidente de la Torre del Cielo, Erza y Natsu tienen una relación más cercana desde la amistad.
Es una persona que piensa las cosas de forma sencilla y aun así llega a la raíz del problema y ayuda a acabar con él, generalmente de forma accidental. Incluso cuando se enfrentan contra un enemigo cruel rara vez guarda rencor hacia él, por lo general ve lo positivo de esa persona. Sin embargo, este sentimiento no siempre está presente, y puede dirigir su enfado contra un enemigo en particular, sobre todo si sus compañeros del gremio pueden o salen lastimados.
Como todos los Dragón Slayer de la serie, cada vez que sube a un transporte se marea, aunque al parecer a Natsu se le da más severo; esto tiene lugar cuando se monta en barcos, trenes, carros e incluso personas; a tal magnitud, que se marea con tan solo mirar o recordar un vehículo. Solo cuando Happy lo lleva de un lugar a otro no sufre de estos mareos, porque él considera a Happy su compañero.
Natsu adora pelear y trata constantemente de demostrar su fuerza a los demás; esta necesidad de mostrar su poder es común. Cuando se siente burlado o ignorado tiende a blasfemar de manera irracional, resaltando su temperamento y siendo un buscapleitos. Debido a su carácter imprudente, cualquier lucha con Natsu implica la destrucción del lugar en que se desarrolla, pero ocurre lo mismo con Gray y Erza, y esto es motivo de frustración para Lucy y Makarov. A pesar de eso y de su ingenuidad para ciertas cosas, Natsu muestra un gran ingenio en la batalla, identifica rápidamente los puntos débiles de sus oponentes y crea estrategias para bloquear los planes del enemigo. Natsu también es muy terco y no suele admitir la derrota o victorias que él considera que fueron injustas o condicionales, como cuando ganó a Laxus con la ayuda de Gajeel.

## Historia
Hace aproximadamente 400 años antes del inicio de la serie, Natsu, siendo un bebé, murió, pero su hermano Zeref lo mantuvo en una incubadora para poder revivirlo. Después de que lo hiciera, Zeref tenía intención de cuidar y criar de él, pero éste no quiso, cosa que al final dejó en manos del
rey dragón de fuego; Igneel (su padre adoptivo) y le crio como si fuera su propio hijo, enseñándole a hablar, leer, escribir y usar su poderoso estilo de magia, el Dragón Slayer. Sin embargo, Igneel desapareció el 7 de julio del año 777, dejando a Natsu solo, hasta que Makarov lo encontró y lo llevó a Fairy tail.
Hasta el momento, Natsu se ha reunido con otros cuatro Dragón Slayer: Gajeel Redfox, Wendy Marvell, Sting Eucliffe y Rogue Cheney (cuyos dragones también desaparecieron el mismo día y año que Igneel). Sin embargo, se revela que Gajeel, Wendy, Sting y Rogue, se reunían una vez al año con Natsu, desde hacía 400 años. A lo largo de la serie Natsu también averigua que hay tres generaciones diferentes de Dragón Slayer. La primera generación en la cual reciben la enseñanza de un dragón como es el caso de Natsu, Gajeel y Wendy. La segunda es implantando una lágrima como el caso de Cobra y Laxus (pero no recibieron la enseñanza de parte de un dragón). Y la tercera es que cuentan con la enseñanza de un dragón, pero además cuentan con la lágrima del mismo Dragón implantada en su cuerpo, como es el caso de Sting y Rogue.
Natsu se unió al gremio en una fecha desconocida, pero se sabe que fue después de la llegada de Erza. Cuando era muy pequeño encontró un huevo en el bosque. Al principio pensó que era un huevo de dragón y con la ayuda de Lissana el huevo eclosionó, naciendo Happy, del que Natsu pensó que era un dragón. Natsu fue el que le dio el nombre de Happy, debido a que al momento de eclosionar, el gremio se reunió a su alrededor, dejaron de pelear y se alegraron.
El mago oscuro Zeref conoce a Natsu, pero este no lo reconoce (debido a que la memoria no está estable y fue borrada). El motivo por el cual Igneel desapareció fue que los dragones decidieron no interceder por los humanos, por el bienestar de su especie, sin embargo, Igneel siempre estuvo observando el crecimiento de Natsu desde su interior, usó el cuerpo de Natsu como un lugar donde almacenar su espíritu.

## Magia
Natsu es un mago Dragón Slayer de tipo fuego. Este tipo de magia utiliza el fuego que crea el mismo usuario como elemento ofensivo y de apoyo, ya que si lo ingiere se hace más poderoso. A pesar de eso, no puede comer su propio fuego.
Su energía parece aumentar cuanto más emocional llega a ser, como cuando tuvo un combate con el mago oscuro Erigor. Este le hizo enfadar, y el poder de Natsu aumentaba conforme más tensión había en el ambiente, llegando al punto de crear una borrasca que hizo ascender el viento que creaba Erigor para defenderse. Además se sabe que Natsu puede comer magia distinta al fuego (pero esto le causa efectos secundarios por un tiempo). Cuando comió el Etherion en la batalla contra Jellal entró al modo Dragón Force, una transformación característica de los Dragón Slayer que les otorga un gran poder, con el cual pudo derrotarlo fácilmente, de manera similar cuando peleó contra el Maestro Zero, de Oración Seis donde ingirió la Llama de la Culpa de Jellal y también cuando comió los rayos de Laxus en la batalla contra el Maestro Hades, entrando al modo Lightning Flame Dragón.
Tras el salto temporal de 7 años, el entrenamiento especial antes de los Juegos Mágicos y la obtención del Segundo Origen por ayuda de Ultear, Natsu es capaz de entrar por su propia voluntad al estado Lightning Flame Dragón, sin necesidad de comer rayos. Sin embargo, aún no puede entrar al modo Dragón Force voluntariamente.
Como Dragón Slayer ("asesino de dragón") usa muchas técnicas distintas:
- Rugido del Dragón de Fuego (火竜の咆哮 - Karyuu no Hokou) Es un ataque de larga distancia, el cual arroja aliento de fuego por la boca. Es uno de sus ataques más poderosos.

- Puño de Hierro del Dragón de Fuego (火竜の鉄拳 - Karyuu no Tekken) Es un ataque de cuerpo a cuerpo que lanza un puñetazo imbuido de poder mágico de fuego.

- Garra del Dragón de Fuego (火竜の鉤爪 - Karyuu no Kagitsume) Es un ataque de combate cuerpo a cuerpo que lanza una patada imbuida de poder mágico de fuego.

- Alas del Dragón de Fuego (火竜の翼撃 - Karyuu no Yokugeki) Es un ataque de media distancia que forma unas llamaradas en los brazos con forma de alas con las que golpea.

- Llama Brillante del Dragón de Fuego (火竜の煌炎 - Karyuu no Koen) Es un ataque de media distancia que junta el poder de fuego en las manos creando una bola de fuego con la que golpea fuertemente a su enemigo.

- Espada Cuerno del Dragón de Fuego (火竜の剣角 - Karyuu no Kenkaku) Un ataque físico en el cual Natsu se prende de fuego todo el cuerpo y se lanza a una gran velocidad contra el oponente golpeándolo con la cabeza.

- Colmillo del Dragón de Fuego (火竜の砕牙 - Karyuu no Saiga) Un ataque de lucha tipo cuerpo a cuerpo en el cual con su mano imbuida con una gran llama, lanza un gancho a su enemigo y rápidamente lo manda fuera de la vista.

- Codo del Dragón de Fuego (火竜の炎肘 - Karyuu no Enchû) Después de imbuir la punta de su codo con sus llamas, este las usa para reforzar su puño, y propulsarse hacia un oponente en el aire.

- Puño de Destrucción del Rey Dragón de Fuego (炎竜王の崩拳, Enryūō no Hōken) Una versión más poderosa del Puño de Hierro del Dragón de Fuego. Natsu carga su puño por un breve momento, liberando una gran cantidad de llamas en el proceso. Después, Natsu golpea a su objetivo, infligiendo un daño masivo al mismo; tan masivo, que incluso rompe a su víctima en pedazos, sin importar su tamaño, siendo capaz de vencer a Ikusatsunagi.

Artes Secretos del Dragón Slayer de Fuego (滅竜奥義 Metsu Ryū Ōgi)
- Loto Carmesí: Puño del Dragón de Fuego (紅蓮・火竜拳 - Guren Karyuuken) Enciende sus manos en llamas para luego Natsu rápidamente golpear a su oponente, causando fuertes explosiones con cada golpe, las cuales son capaces de romper las Escamas del Dragón de Hierro.

- Loto Carmesí: Cuchilla de Llamas Explosiva (紅蓮・爆炎刃 - Metsuryuu Ougi Guren Bakuenjin) Después de una serie de ataques destructivos, Natsu termina con una tormenta de llamas de sable que atacan al enemigo en espiral. Cada vez que el enemigo es dado con una de las hojas de fuego, ésta explota y quema al enemigo.

- Loto Carmesí: Espada del Fénix (不知火型 - 紅蓮・鳳凰剣 - Shiranui Gatta, Guren Houken) Uno de los ataques más poderosos de Natsu, en el que cubre todo su cuerpo con el poder de las Llamas de la Culpa. Entonces se lanza hacia el enemigo y envía un devastador puñetazo que explota en el enemigo, y procede con un cabezazo.

God Slayer de Fuego (火炎の滅神魔法 - Kaen no Metsujin Maho)
En su pelea contra Zancrow, acabó comiendo las llamas de este para darle la oportunidad de crear un poderoso ataque combinando estas llamas con las del Dragón Slayer de Fuego común.
- Llama Brillante del Dios Dragón (竜神の煌炎 - Ryūjin no Kōen) Este hechizo es como la Llama Brillante del Dragón de Fuego, pero en una escala mucho mayor. Natsu invoca llamas en ambos puños como la técnica original, pero combina las llamas del Dragón Slayer de Fuego común en una mano y las llamas de God Slayer de Fuego en la otra. Una vez unidas, crea una gigantesca explosión lo bastante poderosa para destruir el área que le rodea y volar al enemigo a una gran distancia.

Modo Dragón de LLamas Eléctricas (Modo Raienryū): Natsu puede acceder voluntariamente hasta ahora, le permite mejorar de gran manera sus habilidades gracias a la adición del Rayo. Natsu lo consiguió por primera vez en su pelea contra el Maestro Hades tras comerse un rayo lanzado por Laxus.
- Rugido del Dragón de las Llamas Eléctricas (Raienryū no Hōkō) Una versión más poderosa del Rugido del Dragón de Fuego, mejorado con el poder del Rayo. Lo usa en primer en su pelea con el Maestro Hades. Sin embargo, al utilizar este hechizo queda totalmente exhausto debido a la magia que debe de utilizar. Incluso en una pelea amistosa contra Max, Natsu apenas puede mantenerse en pie tras haberlo realizado.

Arte Secreto del Modo Dragón de Llamas Eléctricas
- Loto Carmesí: Explosión de la Hoja en Llamas Eléctricas (紅蓮爆雷 刃 - Guren Bakuraijin) Una versión más poderosa del Loto Carmesí: Cuchilla de Llamas Explosiva mejorada con el poder del rayo. Otra de las técnicas que Natsu utilizó para derrotar a Hades. El usuario envuelve en rayos su mano izquierda, mientras tanto su mano derecha es envuelta en fuego de su Dragón Slayer de Fuego. Luego, moviendo los brazos a su alrededor, estos elementos se combinan creando un vórtice, que daña de gravedad al enemigo.
- Dragón Force (ドラゴンフォース, Doragon Fōsu) Es un estado especial o transformación que alcanzan los Dragón Slayer, adquiriendo las cualidades y los poderes de un dragón. Sus colmillos se vuelven más grandes y puntiagudos, también, se forman escamas en diversas partes de su cuerpo (sobre todo en brazos y cara), además de emanar un aura del color de su elemento (en el caso de Natsu, el aura es roja o naranja).

Natsu rara vez es capaz de entrar en este estado, ya que es necesario ingerir una gran fuente de magia para lograr acceder a este estado, además de que aún no ha entrenado para utilizarlo voluntariamente. Sin embargo, al activar Dragon Force su velocidad y fuerza se multiplican varias veces. Las únicas veces que lo ha usado han sido cuando come Etherion en la pelea contra Jellal, y también cuando pelea contra Zero y Jellal le da sus llamas. Natsu consiguió activar su Dragón Force de Fuego en la saga de Arco de Tártaros contra su enemigo final antes de la aparición de Zeref.

## Batallas

### Victorias
Natsu es uno de los miembros más fuertes de Fairy Tail. Aunque su poder actual es impresionantee hay miembros más podersos que él en el gremio. El miembro más poderoso de Fairy Tail es Gildarts seguido de Laxus, después en una tercera posición se encontrarían Erza, Natsu, Gray y Gajeel (y Mirajane, aunque no se le da tanta importancia a este personaje).
- Acnologia siendo END y más que no fueron añadidas o vistas en el manga.
- Bora el Prominente.
- Mercenarios del gremio Lobos del Sur.
- Kage de Eisenwald.
- Eligor de Eisenwald.
- Lullaby junto con Gray y Erza.
- Toby y Yuka en Isla Galuna.
- Zarti/Ultear en Isla Galuna (aunque ésta no usó ni la mitad de su poder).
- Muchos miembros del Gremio Phantom Lord.
- Totomaru del Elment 4 del Gremio Phantom Lord.
- Gajeel, el segundo miembro más poderoso del gremio Phantom Lord.
- Wally en la Torre del Cielo.
- Mirianna en la Torre del Cielo.
- Jellal, un Mago Santo en la torre del Cielo, usando Dragon Force.
- Laxus junto con Gajeel en la batalla de Fairy Tail.
- Miembros de varios gremios en su lucha contra Oración Seis.
- Cobra del gremio oscuro Oración Seis.
- Zero maestro del gremio oscuro Oración Seis, usando Dragon Force.
- Varios soldados reales en Edoras.
- El comandante de la Tercera División de Milicia Mágica Hughes.
- El Rey de Edoras, quien pilotaba al temible Doroma Animu (armadura gigante en forma de dragón que repelía cualquier ataque mágico), apoyado en la pelea por Gajeel y Wendy.
- Zancrow en la batalla contra Grimoire Heart.
- Precht/Hades, Maestro del Gremio Oscuro Grimoire Heart (segundo maestro de Fairy Tail).
- Sting y Rogue en los Grandes Juegos Mágicos (miembros de Sabertooth).
- Rogue del Futuro
- Jackal de Tártaros
- Franmalth de Tártaros
- Mard Gear de Tártaros, junto con Gray
- Bluenote Stinger en la batalla de Orochi Fin con Blue Pegasus (exmiembro de Grimore Heart, maestro de Orochi Fin).
- Todos los miembros de Avatar.
- Ikusatsunagi, uno de los 18 Dioses de la Guerra
- Jacob Lessio con la ayuda de Lucy y Makarov.
- Neinhart.
- Dimaria Yesta en su forma de E.N.D.
- Zeref
- Acnologia

### Derrotas
A pesar de ser tan fuerte, Natsu tuvo varias derrotas a lo largo de la serie:
- Erza lo derrotó de un solo golpe después de que ambos fueron liberados de la cárcel por el consejo.
- Aria le dio una paliza a Natsu antes de que Erza llegara.
- Fukurou del Gremio de Asesinos venció y se tragó a Natsu, que después es salvado por Gray.
- Laxus le dio una paliza a Natsu hasta que Gajeel llegó a ayudarlo.
- Zero dejó casi muerto a Natsu junto con Gray, Happy y Lucy.
- Gildarts derrota a Natsu tras mostrarle casi un 30% de su poder. Natsu, aun así, peleó fieramente contra el miembro más fuerte de Fairy Tail.
Aclaración: las únicas derrotas que de verdad ha tenido Natsu fueron contra Erza, Gildartz y Fukurō. En esas peleas quedó fuera de combate, en las otras se levantó para continuar luchando y vencer a su oponente.

### Empates
Hubo varias ocasiones en las que Natsu no pudo continuar algún combate o como resultado ambos quedaron fuera de combate.
- Su combate con Erza fue interrumpido por un miembro del consejo.
- Cuando luchó con Lyon, Gray le pidió que le dejara a él encargarse de Lyon; puesto que Natsu debía encargarse a Zalty le dejó a Gray hacer lo que quisiera.
- En su primera lucha contra Gajeel el combate fue interrumpido debido a que Makarov estaba en grave estado obligando a Fairy Tail a retirarse temporalmente.
- En su lucha con Cobra de Oración Seis Natsu venció al primero con su voz pero quedó fuera de combate, ya que había sido afectado por su veneno y no se podía mover.
- Gray, aunque Gray finge haber sido derrotado y Natsu es capturado y usado como fuente de poder del Dragonoid, que Natsu después destruye (solo en el anime). Ya oficialmente se enfrentaron en el manga combatieron en el arco de Avatar y quedan empatados ya que su pelea es interrumpida por miembros de Avatar y cuando despierta sus poderes de E.N.D. donde vuelven a quedar empatados por ser interrumpidos por Erza y luego ambos perderían la consciencia.

## Como miembro de Fairy Tail
Natsu es uno de los miembros más fuertes, conocidos y problemáticos de Fairy Tail, y se le apoda “Salamander”, aunque este apodo también se le aplicó a Igneel. Según Simón, Natsu tiene un poder dormido que al liberarse le volvería "un verdadero dragón". Natsu también le tiene mucho cariño al gremio, tanto que se enfada si alguien que no es miembro dice serlo, incluso se enfureció como nunca cuando destruyeron el antiguo edificio del gremio durante su pelea con Gajeel.